# Tricentrus fasciatus
Tricentrus fasciatus är en insektsart som beskrevs av Kato 1928. Tricentrus fasciatus ingår i släktet Tricentrus och familjen hornstritar. Inga underarter finns listade i Catalogue of Life.